# كاموف كا-37
كاموف كا-37 طائرة بدون طيار مصممة لتصوير الجوي, والتلفزيون والبث الإذاعي, ايصال الأدوية والاغدية, والبريد, والمساعدات الطارئة في حالات الكوارث أو البيئات الصعبة والخطرة, والأدوار العسكرية عدة في اوقات لاحقة, تستخدم الطائرة الدوارات المحورية ومحرك 45 كيلوواط .

## المواصفات
جميع مصادر من هنا .
- قوة المحرك:45 كيلوواط
- الوزن:250 كيلو غرام
- سرعة الانطلاق:110كم/ساعة
- المدى:530 كيلو متر
- القدرة على التحمل:45 دقيقة
- الحمولة: 50كجم
- المرور فوق السقف:2,500 متر

## وصلات خارجية
- www.janes.com
- www.fsdome.com